# الأكاديمية المركزية للفنون الجميلة
الأكاديمية المركزية للفنون الجميلة (بالإنجليزية: Central Academy of Fine Arts)‏  هي مدرسة الفنون، تأسست في 1950م، في الصين.